# Disposição a pagar
Disposição a pagar (DAP) é o preço máximo pelo qual um consumidor definitivamente comprará uma unidade de um produto.  Isso corresponde à visão econômica padrão de um preço de reserva do consumidor. Alguns pesquisadores, entretanto, conceituam a DAP como um intervalo.
De acordo com a visão de preferência construtiva, a disposição do consumidor em pagar é uma construção sensível ao contexto; ou seja, a DAP de um consumidor por um produto depende do contexto de decisão. Por exemplo, os consumidores tendem a estar dispostos a pagar mais por um refrigerante em um resort de luxo do que em um bar na praia ou uma supermercado local.

## Medição
Avaliar com precisão a disposição dos consumidores em pagar por um produto ou serviço é fundamental para formular estratégias competitivas, conduzir auditorias de valor e desenvolver novos produtos.  Também é importante para a implementação de várias táticas de preços, como precificação não linear, precificação personalizada e promoções direcionadas. Não surpreendentemente, várias abordagens foram desenvolvidas para esse propósito.
Existem muitos métodos para medir a DAP.  Eles se diferenciam de algumas formas, seja se medem a DAP direta ou indiretamente e se medem a DAP hipotética ou real de um consumidor.
Na prática, alguns pesquisadores preferem a abordagem direta, perguntando diretamente aos consumidores sua DAP para um produto específico por meio, por exemplo, de um formato de pergunta aberta. Outros preferem uma abordagem indireta, como a análise conjunta baseada em escolhas (CBC), na qual a DAP é calculada com base nas escolhas dos consumidores entre várias alternativas de produtos e uma opção "nenhuma". No entanto, nenhum dos métodos é infalível. Muitos estudos mostraram que as abordagens direta e indireta podem gerar resultados imprecisos por várias razões psicológicas e técnicas. Mais fundamentalmente, ambas as abordagens medem a DAP hipotética dos consumidores, ao invés da real, e portanto, podem gerar viés hipotético, que a literatura econômica define como o viés induzido pela natureza hipotética de uma tarefa.
Uma abordagem direta para obter a DAP real é o mecanismo Becker-DeGroot-Marschak, no qual um participante é obrigado a comprar um produto se o preço sorteado na loteria for menor que ou igual à sua DAP declarada.  Uma abordagem indireta para determinar a DAP real é a análise conjunta baseada em escolhas alinhada por incentivos (ICBC), em que os participantes também são obrigados a fazer uma compra com base na DAP inferida de sua preferência, usando o mecanismo BDM. Com incentivos econômicos mais realistas para os entrevistados, essas duas abordagens geraram bons resultados em algumas aplicações. No entanto, uma DAP real gerada com esses métodos pode nem sempre ser precisa, porque pode ser diferente da DAP mostrada em compras reais do consumidor.